# Michlova Huť
Michlova Huť (německy Michlhütte, také Helmbach) je malá vesnice, část města Vimperk v okrese Prachatice v Jihočeském kraji. Nachází se asi šest kilometrů jihozápadně od Vimperka. Michlova Huť je také název katastrálního území o rozloze 3,99 km².

## Historie
První písemná zmínka o vesnici pochází z roku 1552. Byla zde sklářská huť, která ukončila svojí činnost v polovině 18. století. Některé zdroje uvádí, že zde byl již v 17. století vyráběn český křišťál.

## Obyvatelstvo
| Rok            | 1869 | 1880 | 1890 | 1900 | 1910 | 1921 | 1930 | 1950 | 1961 | 1970 | 1980 | 1991 | 2001 | 2011 | 2021 |
| -------------- | ---- | ---- | ---- | ---- | ---- | ---- | ---- | ---- | ---- | ---- | ---- | ---- | ---- | ---- | ---- |
| Počet obyvatel | 211  | 228  | 223  | 199  | 225  | 195  | 169  | 73   | 48   | 15   | 5    | 13   | 19   | 16   | 12   |
| Počet domů     | 20   | 21   | 22   | 22   | 24   | 24   | 25   | 16   | 16   | 4    | 2    | 4    | 11   | 12   | 11   |

## Obecní správa
Při sčítání lidu v letech 1850–1879 Michlova Huť byla osadou obce Korkusova Huť v okrese Prachatice. V letech 1880–1971 byla osadou obce Klášterec, se kterým patřila nejprve do okresu Prachatice, ale v roce 1950 v okrese Vimperk a od roku 1960 v okrese Prachatice. Od 26. listopadu 1971 je částí města Vimperk v okrese Prachatice, kdy se konaly městské volby.

## Další fotografie

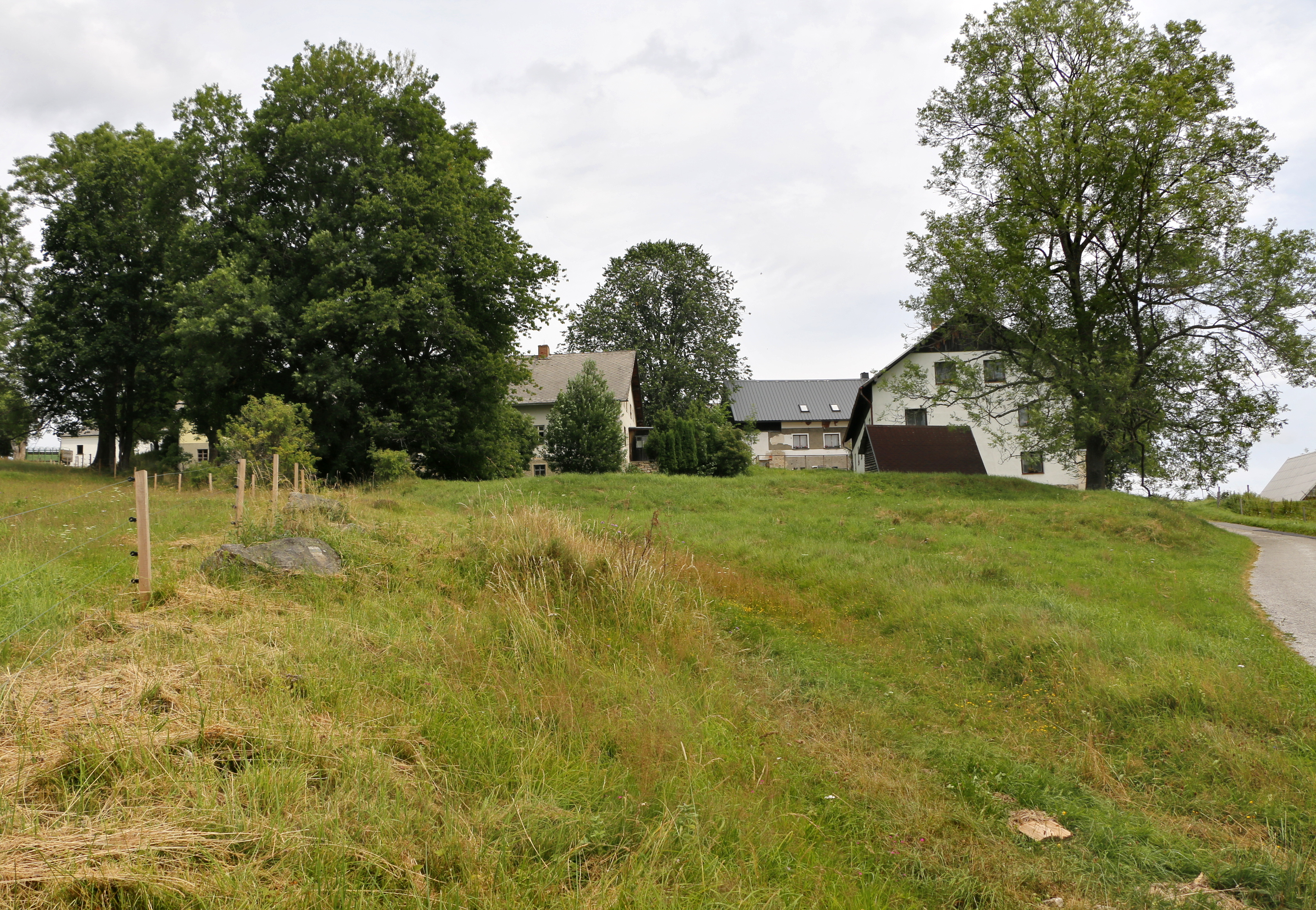
Pohled od jihu
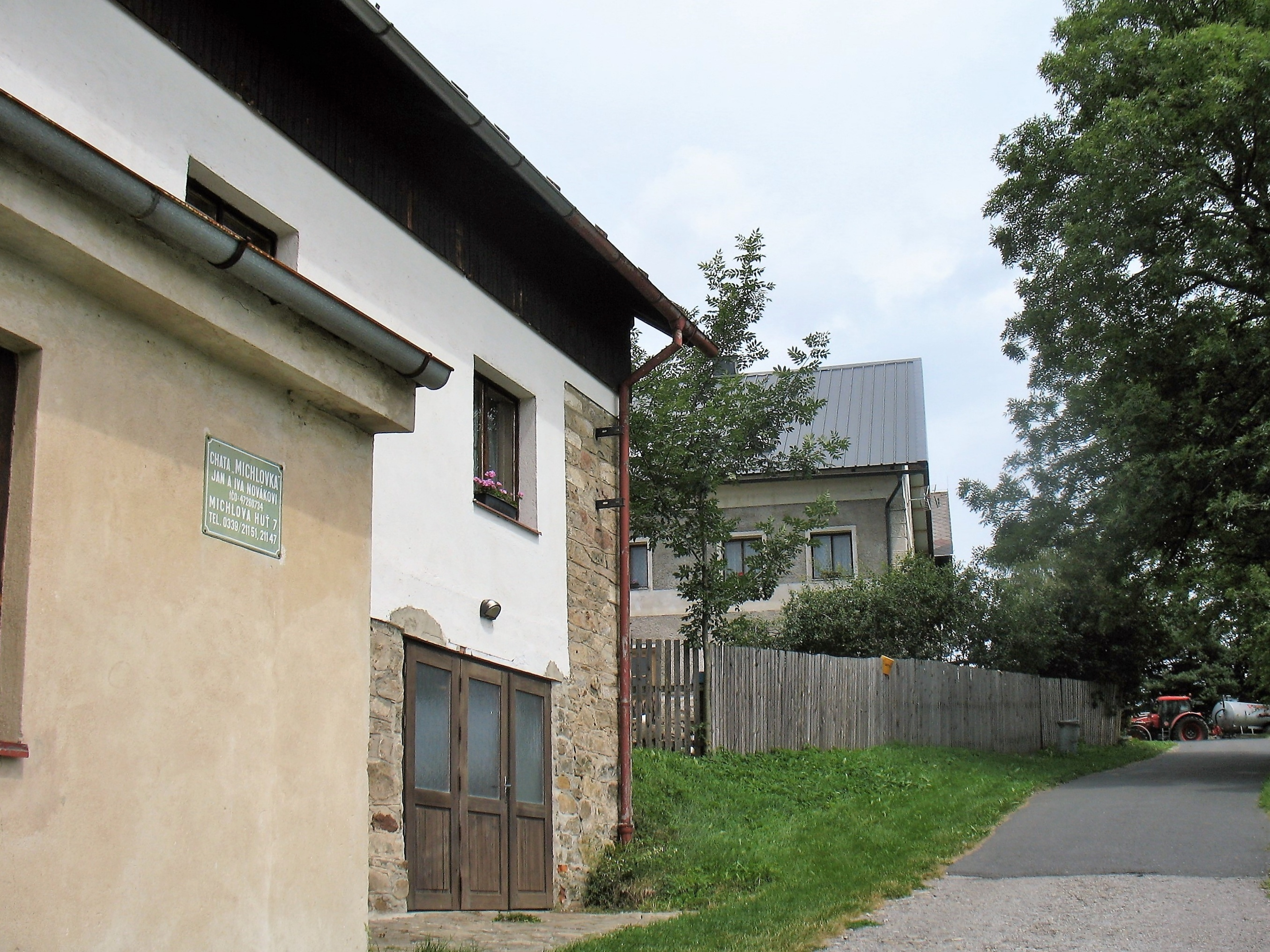
Penzion Michlovka
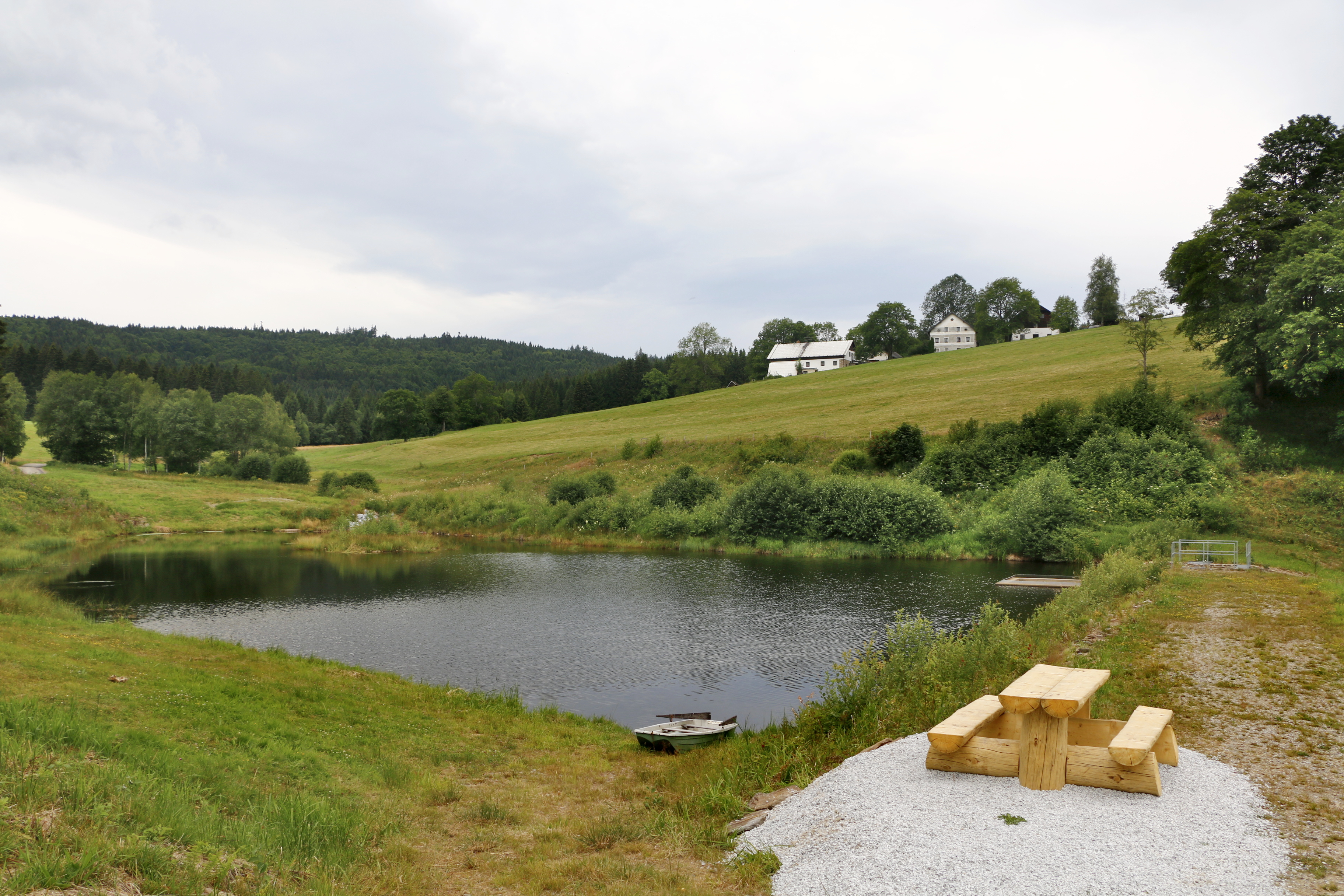
Rybníček pod osadou